# 躑躅崎館
躑躅崎館（日语：躑躅ヶ崎館）是日本曾經存在過的一座城堡，為戰國時代甲斐國大名武田氏的居城，位於山梨縣甲府市古府中，今僅存石垣、土壘、堀等殘跡，日本政府指定為國定史跡「武田氏館跡」。
躑躅崎館興建於永正十六年（1519年），為甲斐國守護武田信虎崛起之後所築，歷經信虎、信玄、勝賴三代共60餘年，為武田勢力向外擴張的根據地，盛極一時。1582年，武田氏被織田信長消滅後，甲斐被封賞給了河尻秀隆，但之後發生了本能寺之變，織田家內部大亂，德川家康派遣使者本多信俊要求秀隆返回美濃，但是河尻秀隆拒絕並殺死使者。當地的武田氏舊臣亦發起國人一揆，秀隆才意識到離開，最後在岩窪被三井彌一郎斬死。在秀隆死後，德川和北條爭奪甲斐，最後由德川取得甲斐控制權。之後，1583年，德川家康命令家臣平岩親吉另於他處興建甲府城，實質廢止了躑躅崎館作為統治中心的功能，數年後躑躅崎館便正式拆除。不過由躑躅崎館所發展起來的城下町隨著甲府城的建立而擴大並延續，逐漸發展出今日甲府市的規模。

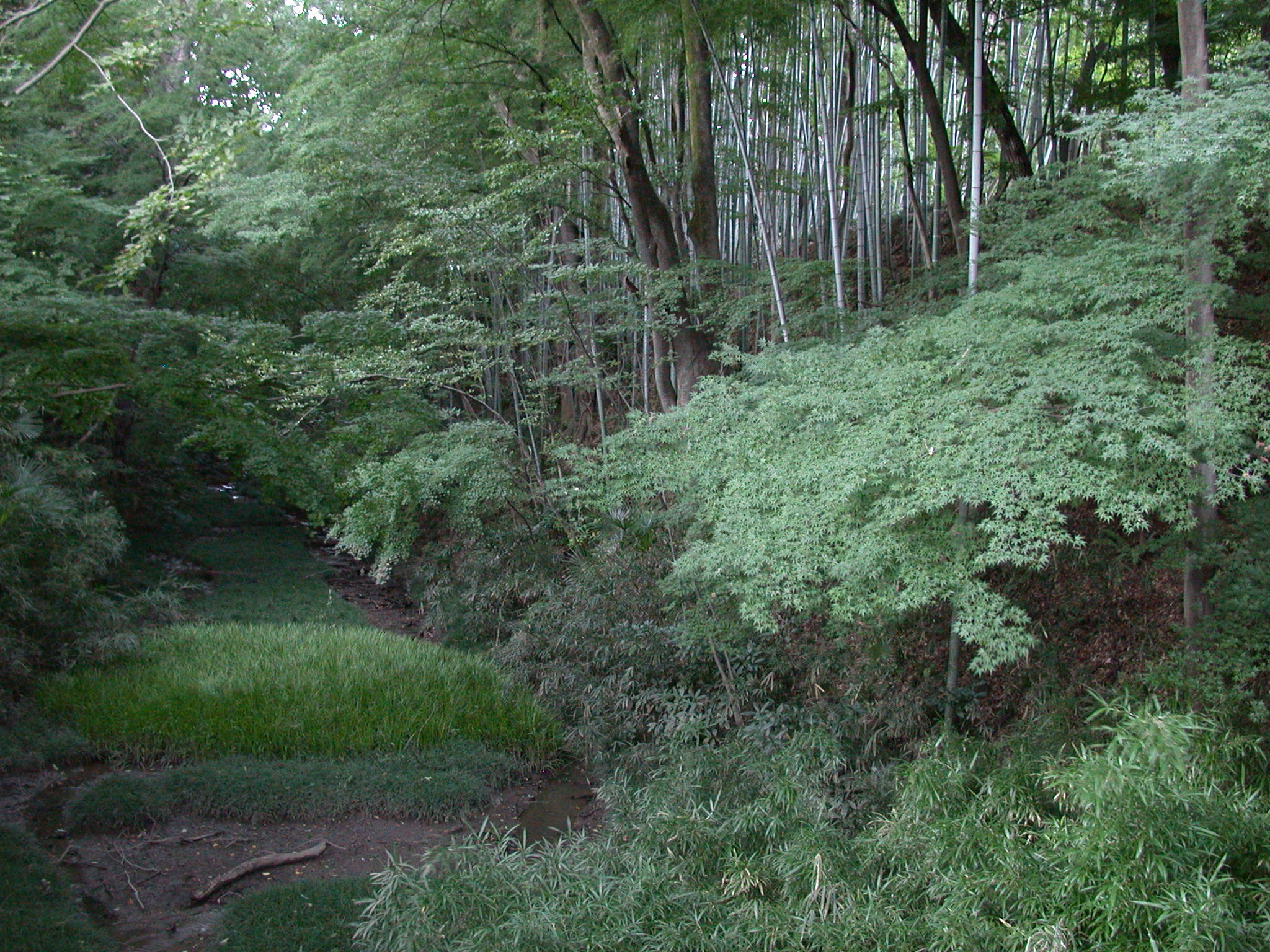
城堀殘跡